# John Tinsley
Ernest John Tinsley (* 22. März 1919; † 20. Juli 1992 in Oxford) war ein britischer anglikanischer Theologe. Er war Bischof von Bristol in der Zeit von 1976 bis 1985.

## Leben und Karriere
Tinsley wurde als Sohn einer Familie von Landwirten geboren und besuchte die University of Durham. Später war er an der Hill-Universität als Lektor und baute dort den Bereich der Theologie aus.
Nach seiner Weihe im Jahr 1943 bekam er das Kurat für die Gemeinden Durham und Westoe. Anschließend wurde er von 1961 bis 1975 Professor an der University of Leeds.
Tinsley verließ im Jahr 1976 die Universität. Er wurde zum Bischof von Bristol ernannt und hatte dieses Amt bis ins Jahr 1985 inne. Im Anschluss schrieb er Bücher und war Lektor an verschiedenen Universitäten.
Tinsley gehörte von 1982 bis 1985 als Geistlicher Lord dem House of Lords an.
Er war mit Marjorie Dixon verheiratet und hatte zwei Töchter.

## Werke
- 1960: The Imitation of God in Christ
- 1965: The Gospel According to Luke
- 1985: Tragedy, Irony and Faith
- 1990: Tell it Slant